# Psy 7th Album
| Recensione | Giudizio |
| ---------- | -------- |
| AllMusic   |          |

Psy 7th Album è il sesto album in studio del rapper sudcoreano Psy, pubblicato il 1º dicembre 2015.

## Descrizione
L'album, pubblicato dalla YG Entertainment in CD e download digitale, è stato anticipato dalla pubblicazione in contemporanea dei singoli Daddy e Napal Baji, per ognuno dei quali è stato realizzato un rispettivo video musicale. È il primo album di PSY a presentare collaborazioni internazionali, quali quella con lo statunitense will.i.am in un brano inedito e quella con il britannico Ed Sheeran nella versione remix del suo singolo di successo Sing.

## Tracce
CD e download digitale
Testi di PSY, musiche di PSY e Yoo Gun-hyung, eccetto dove indicato.
1. Dance Jockey – 3:22
2. I Remember You (feat. Zion.T) – 3:43 (testo: PSY, Tablo)
3. Napal Baji – 3:43
4. Daddy (feat. CL) – 3:50 (testo: PSY, Teddy, Regiacorte, Drion, will.i.am – musica: PSY, Gun-hyung, Teddy, Regiacorte, Drion, Future Bounce, will.i.am)
5. Dream (feat. XIA) – 3:16 (testo: PSY, Hae-chul)
6. ROCKnROLLbaby (feat. will.i.am) – 4:16 (testo: PSY, will.i.am – musica: PSY, will.i.am, Gun-hyung, Kush,)
7. The Day Will Come (feat. Jun In-kwon) – 3:32
8. Ahjussi Swag (feat. Gaeko) – 3:09 (testo: PSY, Gaeko)
9. Sing (with Ed Sheeran) (PSYMix) – 3:57 (PSY, Sheeran, Williams)

Durata totale: 32:48

## Classifiche
| Classifica (2015) | Posizione massima |
| ----------------- | ----------------- |
| Corea del Sud     | 6                 |